# Coronel (HSK 10)
El Coronel (HSK 10) (Handelsstörkreuzer o crucero interruptor de comercio) fue un Hilfskreuzer (crucero auxiliar) alemán, conocido oficialmente dentro de la Kriegsmarine como "Buque 14", que durante el año 1943, trató de ganar el Atlántico para iniciar su viaje al Japón, aliado de Alemania, originalmente, era llamado "Togo". No consiguió su objetivo, y tuvo que regresar, tras varias peripecias, a Alemania, donde fue transformado en un buque de guía para los cazas de acción nocturna.

## Antecedentes
En 1939, el capitán de navío Ernst Thienemann era jefe del negociado de nuevas construcciones en el Estado Mayor General de la Marina, en Berlín. Desde su despacho salían los proyectos de las travesías de las naves de guerra alemanas. El capitán de navío Bernhard Rogge fue el primero en hacerse a la mar, a principios de 1940, y en el curso de 622 días, hasta noviembre de 1941, destruyó 140 000 t de navíos enemigos con el Atlantis. Sin embargo, al regresar a Alemania fue descubierto y hundido por el crucero pesado británico Devonshire. Rogge y varios marinos alemanes fueron rescatados de las aguas y llegaron a Alemania a bordo de submarinos. 
El Pinguin, mandado por el capitán de navío Krüder, fue destruido después del 8 de mayo de 1941, en combate con el crucero Cornwall, en el océano Índico. Pero antes de hundirse, había destruido 120 000 toneladas y enviado a Alemania 50 000 toneladas de cargamento. 
El Kormoran, al mando del capitán de fragata Detmers, obtuvo una brillante victoria al atacar al crucero ligero australiano Sydney que era superior, antes de que los tripulantes lo hundieran por las averías recibidas.
Otros significativos navíos fantasmas fueron el del Orion , a las órdenes de Weyher, el Thor mandado por Kähler en la época del primer crucero y por Gumprich en el segundo crucero; el Komet de Eyssen, el Widder y el Michel bajo el mando de Ruckteschell y el Stier del capitán de navío Gerlach.

## Transformación del "Buque 14"
Una mañana de marzo de 1942, un oficial entró al despacho de Thienemann, anunciando ser su sucesor y que había recibido el mando de un buque. Había sido nombrado comandante del “Togo”, de 5600 t, un buque de una hélice que lo impulsaba a 17 nudos y que pertenecía a las Deutsche Afrika Linien. Thienemann se encargaría de armar personalmente el navío.
El “Buque 14”, nombre oficial del “Togo”, posee ya seis cañones de 150 mm y otros seis antiaéreos de 40 mm. Además está provisto de varios montajes múltiples de 20 mm, así como de ametralladoras antiaéreas, lo que representaba un volumen de fuego apreciable. A raíz del giro tomado por la guerra, había que prever la posibilidad de un ataque aéreo al “Buque 14”. Por ello, disponía de tres aparatos de reconocimiento, uno sobre el puente, listo para entrar en acción, y otros dos desarmados en la bodega.
Su misión sería alcanzar el Canal de la Mancha, franquear el paso de Calais (cuando los navíos alemanes hacían la ruta en contrario y lograban pasar, se consideraba una hazaña), ganar el Atlántico y poner rumbo al Japón.

## La odisea
El buque, al mando del capitán de navío Thienemann, y con una tripulación de 350 hombres, zarpa del puerto alemán de Rügen el 31 de enero de 1943. Antes de zarpar, Thienemann decide cambiar el nombre a su nave y el “Buque 14”, antes denominado “Togo”, pasa a llamarse “Coronel”.
El “Coronel” recala primero en el fiordo de Kristiansand, en Noruega, para completar su armamento y provisiones. Ahí, una orden proveniente de Kiel retrasa su partida 24 h debido al mal tiempo. Transcurrido ese tiempo zarpa con dirección norte, como si deseara alcanzar el océano Ártico y caída la noche vira 180°. En la Bahía Alemana, el “Buque 14” se encuentra con una tempestad que impulsa una gran cantidad de minas a la deriva. El comandante se ve obligado a refugiarse en la isla alemana de Sylt, ya en el Mar del Norte.
Tres días después, el 7 de febrero de 1943, zarpa para hacer la tentativa, "camuflado" como mercante neutral. Los 350 hombres han desaparecido de la vista. Un Sperrbrecher (buque destinado a detectar minas acuáticas) precedía al “Coronel”. El canal no es profundo, lo que obliga a Thienemann a destinar un marinero que va cantando las cifras de la sonda eléctrica. El marinero en un momento alza la voz: “¡cinco metros cincuenta!”. El comandante Thienemann ordenar parar máquinas y dar marcha atrás, pero es demasiado tarde: el “Coronel” se encuentra varado sobre un arrecife. Permanece ahí por espacio de 45 min en que sube la marea y el buque flota nuevamente. Superado el trance sin mayores daños, continúa hacia la barra de Dunkerque, punto no menos crítico. En Dunkerque, ocurre un incidente similar, pero es tan violento que no fue posible reaccionar y - lo que es más grave - la marea desciende. Habrá que esperar 8 h hasta que la marea comience a subir nuevamente. La varada ha sido observada desde tierra, ya que el “Coronel” se encuentra a 300 m de la costa y los alemanes instalan cuatro baterías pesadas de la D.C.A., que le dan relativa protección. El clima le da protección adicional, al empeorar las condiciones. Así transcurren las ocho horas y nuevamente el “Buque 14” sortea el incidente como anteriormente lo hizo en Kristiansand, Sylt y Helgoland. Como no puede franquear el paso de Calais antes del amanecer, se refugia en Dunkerque. Decisión torpe del comandante, ya que en el puerto pululan agentes británicos. 
En dicho puerto embarcan un piloto local y un radiotelegrafista de la Luftwaffe. El “Buque 14” vuelve a ponerse en movimiento dentro de un grupo compacto de doce dragaminas y rebasa las Gravelinas, a la mitad del camino a Calais. Entran dentro del sistema de detección de los radares de Dover. Un minuto más tarde se encienden unos relámpagos por la banda de estribor: son los cañones de 380 mm de la costa inglesa. Ocho proyectiles levantan sendas columnas de agua entre el “Buque 14” y los navíos de escolta. El convoy marcha, sin embargo, a toda velocidad. Cuarenta minutos después, el convoy está a merced de las baterías de Dover, pero ningún proyectil impacta en buque alguno del convoy. Los británicos ya estaban advertidos de lo que ha llegado a ser el buque africano “Togo”, que ha permanecido largo tiempo en el puerto de Swinemünde. Por eso el Almirantazgo británico establece una línea de puestos avanzados compuesta de destructores y torpederos, apoyados más atrás por los cruceros. Para los británicos es absolutamente necesario que ese peligroso buque no llegue al Atlántico. Del lado alemán descubren, mediante los aparatos de detección radioeléctricos, el emplazamiento de los puestos avanzados, lo que se comunica al Alto Mando Naval; no hay duda de que todo ese despliegue se orienta al “Buque 14”.

## Fin del "Buque 14"
El Alto Mando Naval comunica constantemente al comandante Thienemann con anticipación cualquier movimiento observado en las naves británicas. Suena de pronto la alarma aérea. La luna creciente desde hace cinco días no se pone hasta las 22.00 e ilumina lo suficiente al gran buque como para ser localizado por los bombarderos. En el instante en que comienzan a disparar las baterías antiaéreas, cae una bomba sobre la proa del corsario alemán. El “Coronel” se ve obligado a entrar en Boulogne para desembarcar a sus heridos y regresar a Dunkerque para reparar los daños. Los británicos programan ataques aéreos diarios, crecientes en violencia, para destruir totalmente al navío. Al cabo de quince días alcanza al “Coronel” una bomba de grueso calibre que arrasa el puente de mando, pero que no llega a explotar. Ello obliga a cancelar la operación. El “Coronel” zarpa, pero para regresar subrepticiamente a Alemania. Permanece durante largo tiempo en el arsenal, donde es transformado en buque guía para la caza nocturna, misión que utilizará para beneficio de los aviones de la Luftwaffe. Aunque se armó un nuevo crucero auxiliar, el “Buque 5”, provisto de armamento superior, fue el que dio por terminada la guerra de corso de superficie de la Marina alemana. El comandante Thienemann marcha a Berlín para ponerse a las órdenes de su nuevo jefe, el gran almirante Karl Dönitz.
Fue vendido a Caribbean Real Estate SA, Panamá, el 8 de abril de 1976, pasando a llamarse Topeka. Fue bajo ese nombre que fue vendida por última vez en 1984 a Lineas Agromar Ltda.
Fue como el vapor MS Topeka que finalmente terminó sus días, al encallar después de ser arrastrado fuera de su fondeadero por fuertes vientos a 8 millas (7,0 millas náuticas; 13 km) de Coatzacoalcos, México, en (18°10′12″N 94°18′36″O / 18.17000, -94.31000) el 21 de noviembre de 1984, con la muerte de dos hombres de su tripulación de 27 marineros.